# 1437
Portal Geschichte | Portal Biografien | Aktuelle Ereignisse | Jahreskalender | Tagesartikel

◄ |
14. Jahrhundert |
15. Jahrhundert
| 16. Jahrhundert | ►

◄ |
1400er |
1410er |
1420er |
1430er
| 1440er | 1450er | 1460er | ►

◄◄ |
◄ |
1433 |
1434 |
1435 |
1436 |
1437
| 1438 | 1439 | 1440 | 1441 | ► | ►►
Staatsoberhäupter  · Nekrolog
| Januar | Januar | Januar | Januar | Januar | Januar | Januar | Januar |
| Kw     | Mo     | Di     | Mi     | Do     | Fr     | Sa     | So     |
| 1      |        | 1      | 2      | 3      | 4      | 5      | 6      |
| 2      | 7      | 8      | 9      | 10     | 11     | 12     | 13     |
| 3      | 14     | 15     | 16     | 17     | 18     | 19     | 20     |
| 4      | 21     | 22     | 23     | 24     | 25     | 26     | 27     |
| 5      | 28     | 29     | 30     | 31     |        |        |        |
| ------ | ------ | ------ | ------ | ------ | ------ | ------ | ------ |

| Februar | Februar | Februar | Februar | Februar | Februar | Februar | Februar |
| Kw      | Mo      | Di      | Mi      | Do      | Fr      | Sa      | So      |
| 5       |         |         |         |         | 1       | 2       | 3       |
| 6       | 4       | 5       | 6       | 7       | 8       | 9       | 10      |
| 7       | 11      | 12      | 13      | 14      | 15      | 16      | 17      |
| 8       | 18      | 19      | 20      | 21      | 22      | 23      | 24      |
| 9       | 25      | 26      | 27      | 28      |         |         |         |
| ------- | ------- | ------- | ------- | ------- | ------- | ------- | ------- |

| März | März | März | März | März | März | März | März |
| Kw   | Mo   | Di   | Mi   | Do   | Fr   | Sa   | So   |
| 9    |      |      |      |      | 1    | 2    | 3    |
| 10   | 4    | 5    | 6    | 7    | 8    | 9    | 10   |
| 11   | 11   | 12   | 13   | 14   | 15   | 16   | 17   |
| 12   | 18   | 19   | 20   | 21   | 22   | 23   | 24   |
| 13   | 25   | 26   | 27   | 28   | 29   | 30   | 31   |
| ---- | ---- | ---- | ---- | ---- | ---- | ---- | ---- |

| April | April | April | April | April | April | April | April |
| Kw    | Mo    | Di    | Mi    | Do    | Fr    | Sa    | So    |
| 14    | 1     | 2     | 3     | 4     | 5     | 6     | 7     |
| 15    | 8     | 9     | 10    | 11    | 12    | 13    | 14    |
| 16    | 15    | 16    | 17    | 18    | 19    | 20    | 21    |
| 17    | 22    | 23    | 24    | 25    | 26    | 27    | 28    |
| 18    | 29    | 30    |       |       |       |       |       |
| ----- | ----- | ----- | ----- | ----- | ----- | ----- | ----- |

| Mai | Mai | Mai | Mai | Mai | Mai | Mai | Mai |
| Kw  | Mo  | Di  | Mi  | Do  | Fr  | Sa  | So  |
| 18  |     |     | 1   | 2   | 3   | 4   | 5   |
| 19  | 6   | 7   | 8   | 9   | 10  | 11  | 12  |
| 20  | 13  | 14  | 15  | 16  | 17  | 18  | 19  |
| 21  | 20  | 21  | 22  | 23  | 24  | 25  | 26  |
| 22  | 27  | 28  | 29  | 30  | 31  |     |     |
| --- | --- | --- | --- | --- | --- | --- | --- |

| Juni | Juni | Juni | Juni | Juni | Juni | Juni | Juni |
| Kw   | Mo   | Di   | Mi   | Do   | Fr   | Sa   | So   |
| 22   |      |      |      |      |      | 1    | 2    |
| 23   | 3    | 4    | 5    | 6    | 7    | 8    | 9    |
| 24   | 10   | 11   | 12   | 13   | 14   | 15   | 16   |
| 25   | 17   | 18   | 19   | 20   | 21   | 22   | 23   |
| 26   | 24   | 25   | 26   | 27   | 28   | 29   | 30   |
| ---- | ---- | ---- | ---- | ---- | ---- | ---- | ---- |

| Juli | Juli | Juli | Juli | Juli | Juli | Juli | Juli |
| Kw   | Mo   | Di   | Mi   | Do   | Fr   | Sa   | So   |
| 27   | 1    | 2    | 3    | 4    | 5    | 6    | 7    |
| 28   | 8    | 9    | 10   | 11   | 12   | 13   | 14   |
| 29   | 15   | 16   | 17   | 18   | 19   | 20   | 21   |
| 30   | 22   | 23   | 24   | 25   | 26   | 27   | 28   |
| 31   | 29   | 30   | 31   |      |      |      |      |
| ---- | ---- | ---- | ---- | ---- | ---- | ---- | ---- |

| August | August | August | August | August | August | August | August |
| Kw     | Mo     | Di     | Mi     | Do     | Fr     | Sa     | So     |
| 31     |        |        |        | 1      | 2      | 3      | 4      |
| 32     | 5      | 6      | 7      | 8      | 9      | 10     | 11     |
| 33     | 12     | 13     | 14     | 15     | 16     | 17     | 18     |
| 34     | 19     | 20     | 21     | 22     | 23     | 24     | 25     |
| 35     | 26     | 27     | 28     | 29     | 30     | 31     |        |
| ------ | ------ | ------ | ------ | ------ | ------ | ------ | ------ |

| September | September | September | September | September | September | September | September |
| Kw        | Mo        | Di        | Mi        | Do        | Fr        | Sa        | So        |
| 35        |           |           |           |           |           |           | 1         |
| 36        | 2         | 3         | 4         | 5         | 6         | 7         | 8         |
| 37        | 9         | 10        | 11        | 12        | 13        | 14        | 15        |
| 38        | 16        | 17        | 18        | 19        | 20        | 21        | 22        |
| 39        | 23        | 24        | 25        | 26        | 27        | 28        | 29        |
| 40        | 30        |           |           |           |           |           |           |
| --------- | --------- | --------- | --------- | --------- | --------- | --------- | --------- |

| Oktober | Oktober | Oktober | Oktober | Oktober | Oktober | Oktober | Oktober |
| Kw      | Mo      | Di      | Mi      | Do      | Fr      | Sa      | So      |
| 40      |         | 1       | 2       | 3       | 4       | 5       | 6       |
| 41      | 7       | 8       | 9       | 10      | 11      | 12      | 13      |
| 42      | 14      | 15      | 16      | 17      | 18      | 19      | 20      |
| 43      | 21      | 22      | 23      | 24      | 25      | 26      | 27      |
| 44      | 28      | 29      | 30      | 31      |         |         |         |
| ------- | ------- | ------- | ------- | ------- | ------- | ------- | ------- |

| November | November | November | November | November | November | November | November |
| Kw       | Mo       | Di       | Mi       | Do       | Fr       | Sa       | So       |
| 44       |          |          |          |          | 1        | 2        | 3        |
| 45       | 4        | 5        | 6        | 7        | 8        | 9        | 10       |
| 46       | 11       | 12       | 13       | 14       | 15       | 16       | 17       |
| 47       | 18       | 19       | 20       | 21       | 22       | 23       | 24       |
| 48       | 25       | 26       | 27       | 28       | 29       | 30       |          |
| -------- | -------- | -------- | -------- | -------- | -------- | -------- | -------- |

| Dezember | Dezember | Dezember | Dezember | Dezember | Dezember | Dezember | Dezember |
| Kw       | Mo       | Di       | Mi       | Do       | Fr       | Sa       | So       |
| 48       |          |          |          |          |          |          | 1        |
| 49       | 2        | 3        | 4        | 5        | 6        | 7        | 8        |
| 50       | 9        | 10       | 11       | 12       | 13       | 14       | 15       |
| 51       | 16       | 17       | 18       | 19       | 20       | 21       | 22       |
| 52       | 23       | 24       | 25       | 26       | 27       | 28       | 29       |
| 1        | 30       | 31       |          |          |          |          |          |
| -------- | -------- | -------- | -------- | -------- | -------- | -------- | -------- |

| Januar | Januar | Januar | Januar | Januar | Januar | Januar | Januar |
| Kw     | Mo     | Di     | Mi     | Do     | Fr     | Sa     | So     |
| 1      |        | 1      | 2      | 3      | 4      | 5      | 6      |
| 2      | 7      | 8      | 9      | 10     | 11     | 12     | 13     |
| 3      | 14     | 15     | 16     | 17     | 18     | 19     | 20     |
| 4      | 21     | 22     | 23     | 24     | 25     | 26     | 27     |
| 5      | 28     | 29     | 30     | 31     |        |        |        |
| ------ | ------ | ------ | ------ | ------ | ------ | ------ | ------ |

| Februar | Februar | Februar | Februar | Februar | Februar | Februar | Februar |
| Kw      | Mo      | Di      | Mi      | Do      | Fr      | Sa      | So      |
| 5       |         |         |         |         | 1       | 2       | 3       |
| 6       | 4       | 5       | 6       | 7       | 8       | 9       | 10      |
| 7       | 11      | 12      | 13      | 14      | 15      | 16      | 17      |
| 8       | 18      | 19      | 20      | 21      | 22      | 23      | 24      |
| 9       | 25      | 26      | 27      | 28      |         |         |         |
| ------- | ------- | ------- | ------- | ------- | ------- | ------- | ------- |

| März | März | März | März | März | März | März | März |
| Kw   | Mo   | Di   | Mi   | Do   | Fr   | Sa   | So   |
| 9    |      |      |      |      | 1    | 2    | 3    |
| 10   | 4    | 5    | 6    | 7    | 8    | 9    | 10   |
| 11   | 11   | 12   | 13   | 14   | 15   | 16   | 17   |
| 12   | 18   | 19   | 20   | 21   | 22   | 23   | 24   |
| 13   | 25   | 26   | 27   | 28   | 29   | 30   | 31   |
| ---- | ---- | ---- | ---- | ---- | ---- | ---- | ---- |

| April | April | April | April | April | April | April | April |
| Kw    | Mo    | Di    | Mi    | Do    | Fr    | Sa    | So    |
| 14    | 1     | 2     | 3     | 4     | 5     | 6     | 7     |
| 15    | 8     | 9     | 10    | 11    | 12    | 13    | 14    |
| 16    | 15    | 16    | 17    | 18    | 19    | 20    | 21    |
| 17    | 22    | 23    | 24    | 25    | 26    | 27    | 28    |
| 18    | 29    | 30    |       |       |       |       |       |
| ----- | ----- | ----- | ----- | ----- | ----- | ----- | ----- |

| Mai | Mai | Mai | Mai | Mai | Mai | Mai | Mai |
| Kw  | Mo  | Di  | Mi  | Do  | Fr  | Sa  | So  |
| 18  |     |     | 1   | 2   | 3   | 4   | 5   |
| 19  | 6   | 7   | 8   | 9   | 10  | 11  | 12  |
| 20  | 13  | 14  | 15  | 16  | 17  | 18  | 19  |
| 21  | 20  | 21  | 22  | 23  | 24  | 25  | 26  |
| 22  | 27  | 28  | 29  | 30  | 31  |     |     |
| --- | --- | --- | --- | --- | --- | --- | --- |

| Juni | Juni | Juni | Juni | Juni | Juni | Juni | Juni |
| Kw   | Mo   | Di   | Mi   | Do   | Fr   | Sa   | So   |
| 22   |      |      |      |      |      | 1    | 2    |
| 23   | 3    | 4    | 5    | 6    | 7    | 8    | 9    |
| 24   | 10   | 11   | 12   | 13   | 14   | 15   | 16   |
| 25   | 17   | 18   | 19   | 20   | 21   | 22   | 23   |
| 26   | 24   | 25   | 26   | 27   | 28   | 29   | 30   |
| ---- | ---- | ---- | ---- | ---- | ---- | ---- | ---- |

| Juli | Juli | Juli | Juli | Juli | Juli | Juli | Juli |
| Kw   | Mo   | Di   | Mi   | Do   | Fr   | Sa   | So   |
| 27   | 1    | 2    | 3    | 4    | 5    | 6    | 7    |
| 28   | 8    | 9    | 10   | 11   | 12   | 13   | 14   |
| 29   | 15   | 16   | 17   | 18   | 19   | 20   | 21   |
| 30   | 22   | 23   | 24   | 25   | 26   | 27   | 28   |
| 31   | 29   | 30   | 31   |      |      |      |      |
| ---- | ---- | ---- | ---- | ---- | ---- | ---- | ---- |

| August | August | August | August | August | August | August | August |
| Kw     | Mo     | Di     | Mi     | Do     | Fr     | Sa     | So     |
| 31     |        |        |        | 1      | 2      | 3      | 4      |
| 32     | 5      | 6      | 7      | 8      | 9      | 10     | 11     |
| 33     | 12     | 13     | 14     | 15     | 16     | 17     | 18     |
| 34     | 19     | 20     | 21     | 22     | 23     | 24     | 25     |
| 35     | 26     | 27     | 28     | 29     | 30     | 31     |        |
| ------ | ------ | ------ | ------ | ------ | ------ | ------ | ------ |

| September | September | September | September | September | September | September | September |
| Kw        | Mo        | Di        | Mi        | Do        | Fr        | Sa        | So        |
| 35        |           |           |           |           |           |           | 1         |
| 36        | 2         | 3         | 4         | 5         | 6         | 7         | 8         |
| 37        | 9         | 10        | 11        | 12        | 13        | 14        | 15        |
| 38        | 16        | 17        | 18        | 19        | 20        | 21        | 22        |
| 39        | 23        | 24        | 25        | 26        | 27        | 28        | 29        |
| 40        | 30        |           |           |           |           |           |           |
| --------- | --------- | --------- | --------- | --------- | --------- | --------- | --------- |

| Oktober | Oktober | Oktober | Oktober | Oktober | Oktober | Oktober | Oktober |
| Kw      | Mo      | Di      | Mi      | Do      | Fr      | Sa      | So      |
| 40      |         | 1       | 2       | 3       | 4       | 5       | 6       |
| 41      | 7       | 8       | 9       | 10      | 11      | 12      | 13      |
| 42      | 14      | 15      | 16      | 17      | 18      | 19      | 20      |
| 43      | 21      | 22      | 23      | 24      | 25      | 26      | 27      |
| 44      | 28      | 29      | 30      | 31      |         |         |         |
| ------- | ------- | ------- | ------- | ------- | ------- | ------- | ------- |

| November | November | November | November | November | November | November | November |
| Kw       | Mo       | Di       | Mi       | Do       | Fr       | Sa       | So       |
| 44       |          |          |          |          | 1        | 2        | 3        |
| 45       | 4        | 5        | 6        | 7        | 8        | 9        | 10       |
| 46       | 11       | 12       | 13       | 14       | 15       | 16       | 17       |
| 47       | 18       | 19       | 20       | 21       | 22       | 23       | 24       |
| 48       | 25       | 26       | 27       | 28       | 29       | 30       |          |
| -------- | -------- | -------- | -------- | -------- | -------- | -------- | -------- |

| Dezember | Dezember | Dezember | Dezember | Dezember | Dezember | Dezember | Dezember |
| Kw       | Mo       | Di       | Mi       | Do       | Fr       | Sa       | So       |
| 48       |          |          |          |          |          |          | 1        |
| 49       | 2        | 3        | 4        | 5        | 6        | 7        | 8        |
| 50       | 9        | 10       | 11       | 12       | 13       | 14       | 15       |
| 51       | 16       | 17       | 18       | 19       | 20       | 21       | 22       |
| 52       | 23       | 24       | 25       | 26       | 27       | 28       | 29       |
| 1        | 30       | 31       |          |          |          |          |          |
| -------- | -------- | -------- | -------- | -------- | -------- | -------- | -------- |

## Ereignisse

### Politik und Weltgeschehen

#### Schottland
- 21. Februar: Nach der Ermordung von James I. durch schottische Adelige unter der Führung von Walter Stewart, 1. Earl of Atholl, wird sein siebenjähriger Sohn James II. König von Schottland. Ende März werden zahlreiche Verschwörer hingerichtet.

#### Heiliges Römisches Reich
- 9. Dezember: Kaiser Sigismund, letzter Herrscher aus dem Hause Luxemburg, stirbt in Znaim. Der Habsburger Herzog Albrecht V. aus dem Haus Habsburg wird von den ungarischen Ständen am 18. Dezember zum Nachfolger gewählt. In Böhmen schlägt die pro-österreichische Seite unter Führung von Ulrich II. von Rosenberg und Meinhard von Neuhaus am 30. Dezember Albrecht zwar ebenfalls als König vor, stößt dabei aber auf starke Opposition.
- Truppen des Oberlausitzer Sechsstädtebundes erobern und zerstören die Kelchburg in Böhmen.
- Florenz erobert Montecarlo in der Toskana von Lucca.

#### Rhodos

Großmeisterwappen Jeans de Lastic

- 29. Oktober: Antonio Fluvian de la Riviere, 35. Großmeister des Johanniterordens auf Rhodos, stirbt. Zu seinem Nachfolger wird in Abwesenheit Jean de Lastic gewählt. Dieser befindet sich als Großprior der Zunge der Auvergne gerade in Bourganeuf, von wo er sich auf den Weg nach Rhodos macht.

#### Portugal / Marokko
Ein Versuch König Eduards von Portugal, die Stadt Tanger in Nordafrika von den Meriniden zu erobern, endet im Desaster: Sein Bruder Heinrich der Seefahrer, der den Tanger-Feldzug befehligt, muss vor der arabischen Übermacht kapitulieren. Teil der Kapitulationsbestimmungen ist, dass Portugal die Exklave Ceuta an die Meriniden unter Abdalhaqq II. zurückgeben soll. Um diese Bestimmung zu verbürgen, muss Prinz Ferdinand von Avis, ein weiterer jüngerer Bruder des Königs, den Mauren als Geisel gestellt werden. Da Eduard im folgenden Jahr stirbt und die Cortes, das portugiesische Adelsparlament, die Aufgabe Ceutas verweigert, bleibt Ferdinand den Rest seines Lebens in arabischer Gefangenschaft.

#### Osteuropa
- 2. Mai: Als Fürst Gjon Kastrioti I. stirbt, bereiten die Osmanen eilig einen Feldzug nach Albanien vor, um das Fürstentum Kastrioti zu erobern. Gjons Sohn Skanderbeg aus dem Adelsgeschlecht der Kastrioti befindet sich zu diesem Zeitpunkt als Geisel am Hof von Sultan Murad II.

#### Stadtrechte und urkundliche Ersterwähnungen

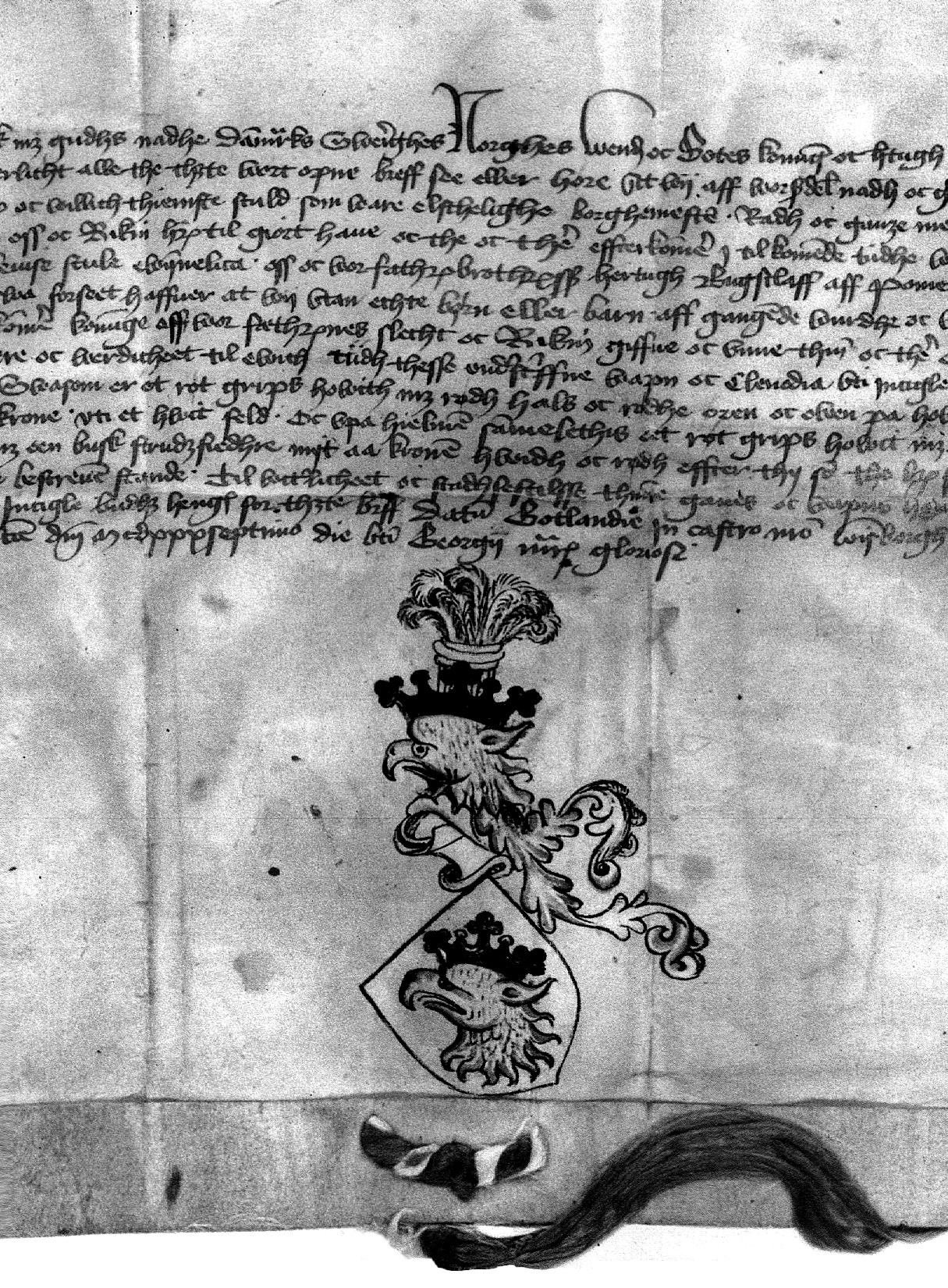
Malmö erhält sein Stadtwappen

- Archlebov erhält das Stadtrecht.

### Kultur
- Jan van Eyck malt den Dresdner Marienaltar. Das kleinformatige Triptychon befindet sich heute in der Gemäldegalerie Alte Meister in Dresden.
- Fra Angelico malt Aus dem Leben des Hl. Nikolaus von Bari.

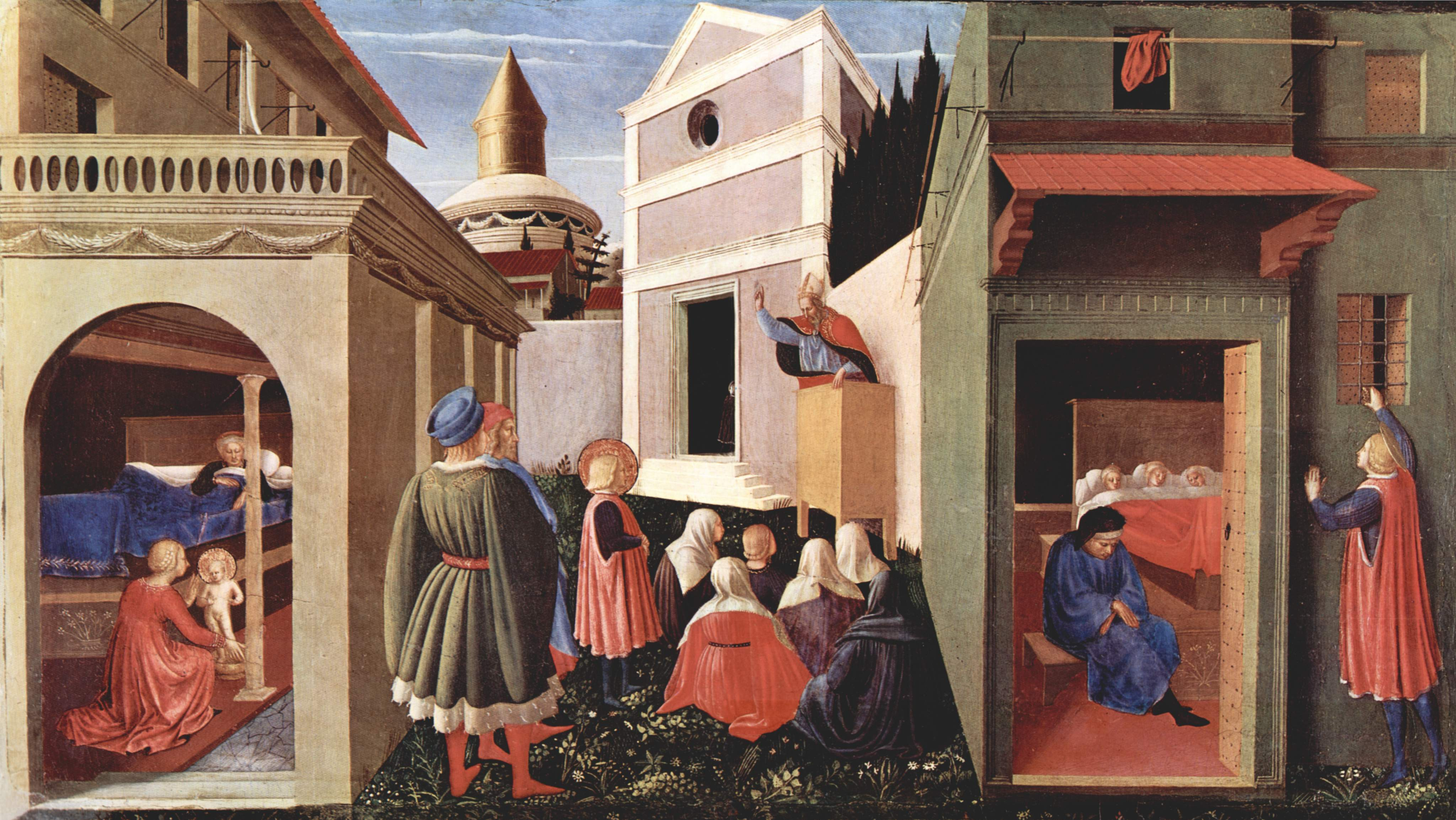
Aus dem Leben des Hl. Nikolaus von Bari

- um 1437: Elisabeth von Lothringen fertigt den spätmittelalterlichen Ritterroman Hug Schapler, eine von vier Prosaübersetzungen französischer chansons de geste über das Leben Hugo Capets. Im gleichen Jahr entsteht auch der Roman Loher und Maller.

### Religion

#### Christentum
- 24. April: Die Gründung des Klosters Bentlage in Rheine wird von Papst Eugen IV. bestätigt.
- Der Bau der Kartause Olmütz als Ersatz für die während der Hussitenkriege zerstörte Kartause Dolein beginnt.

#### Islam
Unter Sultan Abdalhaqq II. wird in Fès das Grab des Idris II. wiederentdeckt. Unter den Meriniden entwickelt sich das Grab des Idrisiden schnell zu einem bedeutenden Wallfahrtsort.

## Geboren

### Geburtsdatum gesichert
- 5. Januar: Annius von Viterbo, italienischer Dominikaner-Mönch († 1502)
- 7. März: Anna von Sachsen, deutsche Adlige, Kurfürstin von Brandenburg († 1512)
- 3. April: Pierre de Blarru, französischer Kanoniker, Humanist († 1510)
- 30. April: Johann I. Thurzo, Patrizier, Kaufmann und Montanunternehmer († 1508)
- 2. Mai: Filippo Buonaccorsi, italienischer Humanist und Staatsmann († 1496)
- 4. Oktober: Johann IV., deutscher Adliger, Herzog von Bayern-München († 1463)

### Genaues Geburtsdatum unbekannt
- Isaak Abrabanel, jüdischer Politiker und Finanzmann im Dienste der Könige von Portugal, Spanien, Neapel und der Dogen von Venedig († 1508)
- Georg Altdorfer, Bischof von Chiemsee († 1495)
- Isabelle de Bourbon, französische Adlige, Herzogin von Burgund († 1465)
- Elisabeth von Habsburg, österreichische Adlige, Königin von Polen und Großfürstin von Litauen († 1505)
- Jan z Rabštejna, böhmischer Priester und Diplomat († 1473)
- Sabel Siegfried (der Jüngere), Bürgermeister von Stralsund († 1491)

### Geboren um 1437
- Giovanni Bellini, venezianischer Maler († 1516)
- Elizabeth Woodville, Königin von England († 1492)

## Gestorben

### Erstes Halbjahr
- 3. Januar: Catherine de Valois, französische Adlige, Königin von England (* 1401)
- 3. Februar: Niccolò Niccoli, italienischer Kaufmann und Humanist (* 1365)
- 21. Februar: Jakob I., König von Schottland (* 1394)
- 22. März: Johann III. von Diepholz, Bischof von Osnabrück
- 24. März: Jean de Rochetaillée, französischer Patriarch von Konstantinopel, Bischof von Genf und Paris, Erzbischof von Rouen
- 26. März: Walter Stewart, schottischer Adliger, 1. Earl of Atholl (* um 1360)
- 11. April: Johannes von Hoym, Bischof von Halberstadt
- 6. Mai: Bolko IV., schlesischer Adliger, Raubritter, Herzog von Falkenberg und Strehlitz (* zwischen 1363 und 1367)
- 18. Mai: Konrad VII. von Soest, Bischof von Regensburg (* um 1370)
- 22. Mai: Jean de Villiers de L’Isle-Adam, französischer Adliger, Marschall von Frankreich (* 1384)

### Zweites Halbjahr
- 9. Juli: Johanna von Navarra, französische Adlige, Herzogin der Bretagne, Königin von England (* 1370)
- 14. Juli: Adolf VII., deutscher Adliger, Herzog von Berg und Jülich
- 7. August: Marie de Montgascon, Gräfin von Auvergne und Gräfin von Boulogne (* 1376)
- 28. August: Ulrich Putsch, deutscher Bischof von Brixen
- 9. September: Jan Roháč z Dubé, böhmischer Hussitenhauptmann
- 14. Oktober: Simon von Utrecht, Hamburger Schiffshauptmann aus den Niederlanden (* 1400)
- 24. Oktober: Johann V., deutscher Adliger, Graf von Sponheim (* um 1359)
- 29. Oktober: Antonio Fluvian de la Riviere, aragonesischer Adliger, Großmeister des Johanniterordens auf Rhodos
- Oktober: William Douglas, schottischer Adliger, 2. Earl of Angus (* 1398)

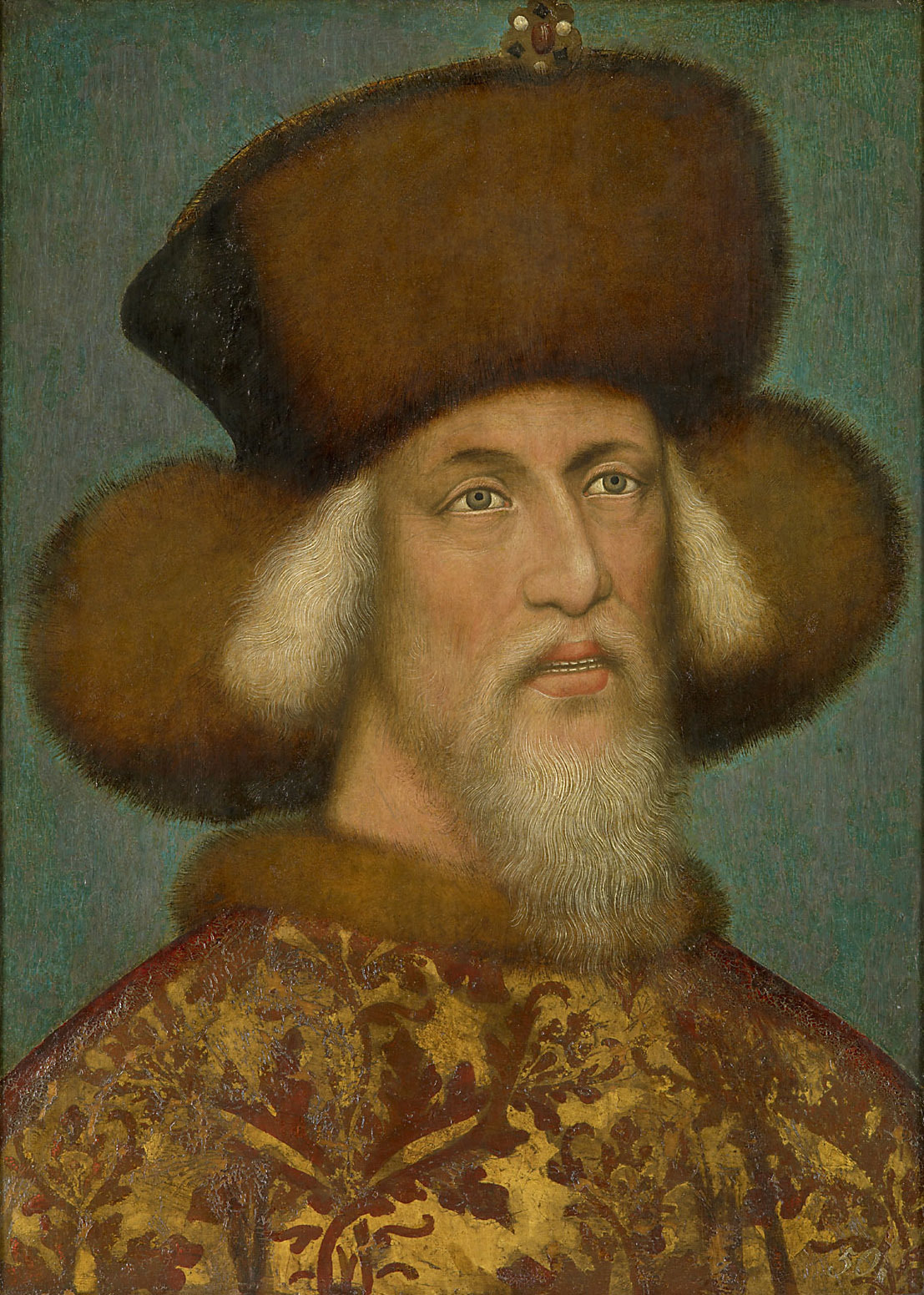
Kaiser Sigismund

- 9. Dezember: Sigismund von Luxemburg, römisch-deutscher Kaiser, König von Böhmen und König von Ungarn (* 1368)
- 11. Dezember: Erkinger I. von Seinsheim, Freiherr von Schwarzenberg, Oberjägermeister des Stiftes Würzburg und kaiserlicher Rat (* 1362)
- Dezember: Heinrich von Böckenförde, deutscher Adliger, Landmeister des Deutschen Ordens in Livland

### Genaues Todesdatum unbekannt
- Lorenz von Lindores, schottischer Philosoph und päpstlicher Inquisitor (* vor 1373)
- Diviš Bořek z Miletínka, böhmischer Feldhauptmann
- Hans von Polenz, deutscher Adliger, Landvogt (* zwischen 1380 und 1385)
- Johann von Quitzow, deutscher Raubritter (* 1370)

### Gestorben um 1437
- Lorenz von Brösau, tschechischer Schriftsteller und Chronist (* um 1370)
- Guy III. de Pontailler, burgundischer Militär und Diplomat
- Ulrich von Richental, deutscher Historiograph (* um 1360)